# Malaysian Open (Squash)

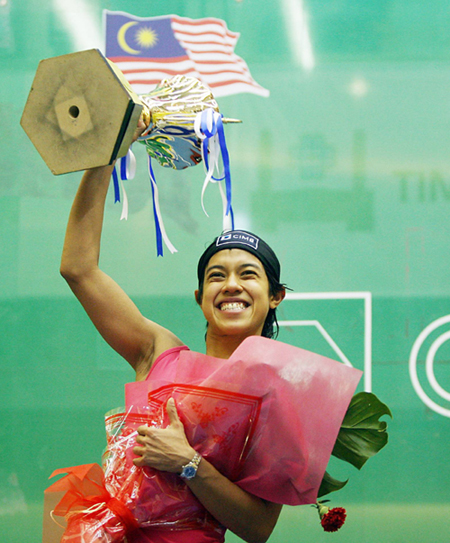
Nicol David mit ihrer Siegestrophäe 2007

Die Malaysian Open sind ein jährlich stattfindendes Squashturnier für Herren und Damen. Es findet in Kuala Lumpur in Malaysia statt und ist Teil der PSA World Tour. Das Herrenturnier wurde 2001 ins Leben gerufen und gehört aktuell zur Kategorie PSA World Tour Bronze mit einem Gesamtpreisgeld in Höhe von 52.500 US-Dollar. Das Damenturnier wird seit 1975 ausgetragen.
Rekordsieger bei den Herren ist der Malaysier Mohd Azlan Iskandar mit drei Titeln (2004, 2007, 2010), seine Landsfrau Nicol David gewann den Titel bei den Damen bereits achtmal.

## Liste der Sieger

### Herren
| Jahr | Sieger                                     | Finalgegner                                | Ergebnis                                   |
| ---- | ------------------------------------------ | ------------------------------------------ | ------------------------------------------ |
| 2024 | Eain Yow Ng                                | Youssef Soliman                            | 11:7, 11:7, 11:7                           |
| 2023 | Karim Abdel Gawad                          | Mostafa Asal                               | 11:8, 12:10, 11:5                          |
| 2022 | Mazen Hesham                               | Tarek Momen                                | 2:11, 8:11, 11:6, 11:8, 11:5               |
| 2021 | Saurav Ghosal                              | Miguel Ángel Rodríguez                     | 11:7, 11:8, 13:11                          |
| 2020 | aufgrund der COVID-19-Pandemie ausgefallen | aufgrund der COVID-19-Pandemie ausgefallen | aufgrund der COVID-19-Pandemie ausgefallen |
| 2019 | Eain Yow Ng                                | Nicolas Müller                             | 11:7, 12:14, 11:9, 11:5                    |
| 2018 | Abdulla Mohd Al Tamimi                     | Yip Tsz-Fung                               | 5:11, 12:10, 11:1, 7:11, 11:5              |
| 2017 | Leo Au                                     | Eain Yow Ng                                | 11:6, 11:2, 11:4                           |
| 2016 | nicht ausgetragen                          | nicht ausgetragen                          | nicht ausgetragen                          |
| 2015 | nicht ausgetragen                          | nicht ausgetragen                          | nicht ausgetragen                          |
| 2014 | Mohamed Elshorbagy                         | Max Lee                                    | 11:6, 11:7, 11:9                           |
| 2013 | Peter Barker                               | Tarek Momen                                | 11:5, 9:11, 11:5, 11:3                     |
| 2012 | Tarek Momen                                | Mohamed Elshorbagy                         | 12:10, 6:11, 12:10, 8:11, 14:12            |
| 2011 | Grégory Gaultier                           | Aamir Atlas Khan                           | 11:8, 11:3, 11:3                           |
| 2010 | Mohd Azlan Iskandar                        | Tarek Momen                                | 11:5, 11:6, 11:8                           |
| 2009 | Amr Shabana                                | Nick Matthew                               | 5:11, 11:9, 11:6, 11:4                     |
| 2008 | Ong Beng Hee                               | Mohd Azlan Iskandar                        | 11:6, 8:11, 4:11, 12:10, 11:8              |
| 2007 | Mohd Azlan Iskandar                        | Stewart Boswell                            | 13:11, 11:8, 11:4                          |
| 2006 | Adrian Grant                               | Cameron Pilley                             | 7:11, 11:6, 11:3, 11:6                     |
| 2005 | Ong Beng Hee                               | Wael El Hindi                              | 13:11, 11:6, 8:11, 11:7                    |
| 2004 | Mohd Azlan Iskandar                        | Wael El Hindi                              | 11:13, 11:5, 11:5, 11:7                    |
| 2003 | nicht ausgetragen                          | nicht ausgetragen                          | nicht ausgetragen                          |
| 2002 | nicht ausgetragen                          | nicht ausgetragen                          | nicht ausgetragen                          |
| 2001 | Anthony Ricketts                           | Joseph Kneipp                              | 15:7, 15:6, Aufgabe                        |
| 2000 | Ong Beng Hee                               | John Williams                              | 16:17, 15:6, 15:8, 15:10                   |

### Damen
| Jahr | Siegerin                                   | Finalgegnerin                              | Ergebnis                                   |
| ---- | ------------------------------------------ | ------------------------------------------ | ------------------------------------------ |
| 2024 | Amina Orfi                                 | Sivasangari Subramaniam                    | 8:11, 11:9, 12:10, 8:11, 11:6              |
| 2023 | Nour El Tayeb                              | Rachel Arnold                              | 11:2, 11:4, 11:4                           |
| 2022 | Nele Gilis                                 | Olivia Fiechter                            | 5:11, 11:5, 13:11, 11:9                    |
| 2021 | Aifa Azman                                 | Salma Hany                                 | 12:10, 11:8, 11:4                          |
| 2020 | aufgrund der COVID-19-Pandemie ausgefallen | aufgrund der COVID-19-Pandemie ausgefallen | aufgrund der COVID-19-Pandemie ausgefallen |
| 2019 | Rachel Arnold                              | Low Wee Wern                               | 11:7, 11:13, 10:12, 11:8, 11:5             |
| 2018 | Low Wee Wern                               | Satomi Watanabe                            | 11:8, 11:7, 11:4                           |
| 2017 | Sivasangari Subramaniam                    | Milnay Louw                                | 11:9, 11:3, 11:5                           |
| 2016 | nicht ausgetragen                          | nicht ausgetragen                          | nicht ausgetragen                          |
| 2015 | nicht ausgetragen                          | nicht ausgetragen                          | nicht ausgetragen                          |
| 2014 | Raneem El Weleily                          | Nour El Tayeb                              | 7:11, 11:3, 12:10, 2:11, 11:7              |
| 2013 | Nicol David                                | Raneem El Weleily                          | 11:8, 11:7, 11:6                           |
| 2012 | Raneem El Weleily                          | Nicol David                                | 12:10, 11:13, 11:6, 11:2                   |
| 2011 | Nicol David                                | Jenny Duncalf                              | 11:6, 12:10, 11:5                          |
| 2010 | Nicol David                                | Jenny Duncalf                              | 11:6, 6:11, 11:7, 10:12, 11:5              |
| 2009 | Nicol David                                | Alison Waters                              | 11:6, 11:8, 9:11, 11:7                     |
| 2008 | Nicol David                                | Natalie Grinham                            | 11:1, 11:4, 11:6                           |
| 2007 | Nicol David                                | Tania Bailey                               | 9:4, 9:3, 9:2                              |
| 2006 | Nicol David                                | Tania Bailey                               | 9:4, 9:6, 2:9 5:9, 9:3                     |
| 2005 | Nicol David                                | Vanessa Atkinson                           | 3:9, 9:3, 1:9, 9:1, 9:4                    |
| 2004 | Vanessa Atkinson                           | Nicol David                                | 9:2, 9:4, 9:0                              |
| 2003 | Cassie Jackman                             | Nicol David                                | 9:5, 1:9, 9:4, 9:7                         |
| 2002 | Carol Owens                                | Rebecca Macree                             | 9:2, 9:6, 9:1                              |
| 2001 | nicht ausgetragen                          | nicht ausgetragen                          | nicht ausgetragen                          |
| 2000 | Stephanie Brind                            | Maha Zein                                  | 9:6, 9:1, 9:1                              |
| 1999 | nicht ausgetragen                          | nicht ausgetragen                          | nicht ausgetragen                          |
| 1998 | nicht ausgetragen                          | nicht ausgetragen                          | nicht ausgetragen                          |
| 1997 | Sarah Fitz-Gerald                          | Michelle Martin                            | 9:2, 0:9, 9:2, 8:10, 9:7                   |
| 1996 | nicht ausgetragen                          | nicht ausgetragen                          | nicht ausgetragen                          |
| 1995 | Liz Irving                                 | Michelle Martin                            | 3:0                                        |
| 1994 | Michelle Martin                            | Cassie Jackman                             | 10:8, 9:3, 10:9                            |
| 1993 | Michelle Martin                            | Sarah Fitz-Gerald                          | 6:9, 5:9, 9:2, 9:4, 9:1                    |
| 1992 | Michelle Martin                            | Robyn Lambourne                            | 15:11, 15:10, 15:10                        |
| 1991 | Michelle Martin                            | Cassie Jackman                             | 15:11, 15:6, 7:15, 15:13                   |
| 1990 | Lisa Opie                                  | Danielle Drady                             | 3:1                                        |
| 1989 | nicht ausgetragen                          | nicht ausgetragen                          | nicht ausgetragen                          |
| 1988 | Lisa Opie                                  | Michelle Martin                            | 3:1                                        |
| 1987 | Lucy Soutter                               | Alison Cumings                             |                                            |
| 1986 | Lisa Opie                                  | Lucy Soutter                               |                                            |
| 1985 | Geraldine Yeo                              | Miyuki Adachi                              |                                            |
| 1984 | Lim Siok Hui                               | Barbara Hartmann                           |                                            |
| 1983 | Chia Chew Lan                              | Geraldine Yeo                              |                                            |
| 1982 | Sue Paton                                  | M Miyagishina                              |                                            |
| 1981 | Sue Paton                                  | B Kumari                                   |                                            |
| 1980 | Sue Paton                                  | Tracey Oh                                  |                                            |
| 1979 | M Miyagishina                              | Tracey Oh                                  |                                            |
| 1978 | Annette Andrews                            | Tracey Oh                                  |                                            |
| 1977 | Annette Andrews                            | Rose Trablante                             |                                            |
| 1976 | Annette Andrews                            | Glynne Wong                                |                                            |
| 1975 | Helen Chinchen                             | Glynne Wong                                |                                            |